# Nowicjusz
Nowicjusz – w Kościele katolickim osoba odbywająca nowicjat w zakonie, czyli przygotowująca się do złożenia stosownych ślubów, poddająca się procesom: sprawdzenia swojego powołania i formacji duchowej.
Nowicjuszem nazywa się również osobę nową w jakimś środowisku lub początkującą w jakimś zawodzie.